# 가면산장 살인사건
《가면산장 살인사건》(일본어: 仮面山荘殺人事件)은 히가시노 게이고의 1990년 장편 추리소설이다. 대한민국에는 재인에서 김난주 번역으로 출간되었다.

## 줄거리
소설의 주인공 가시마 다카유키는 어느날 결혼을 앞둔 약혼자 모리사키 도모미가 자동차 추락사고로 죽었다는 비보를 접한다. 도모미가 죽고나서도 그녀의 집안사람들과 계속 연락을 주고받으며 교류하던 다카유키는 어느날, 현관에 내걸린 기묘한 가면때문에 가면산장이라 불리는 산장에 초대받게 된다. 그곳에는 도모이의 부모 모리사키 부부의 초대로 모리사키 회사의 비서 레이코, 도모미의 사촌동생 유키에와 주치의 기도, 도모미의 친구 게이코 등이 초대받았다.다카유키는 잠시나마 괴로움을 잊고 화목한 시간을 보낸다. 하지만 화목함은 어느날 밤, 2인조 은행강도 진과 다구가 들이닥치면서 끝이 난다.
그들이 별장에 들이닥친건 우연이 아니었다. 처음 은행을 털려고 범행을 계획할 당시, 만일의 상황에 대비한 도피처로 가면산장을 눈여겨 봐둔것이다. 그리고 뒤따라오고 있는 후지가 도착할때까지만 머물러야겠다며 산장안에 있던 사람들을 한곳으로 모이게 한 다음 밀착감시를 한다. 처음에는 공포에 떨려 시키는대로 움직이던 가족들은 곧 강도들을 따돌리고 탈출할 계획을 세우기 시작한다. 하지만 어찌된 영문인지 두 번이나 계획한 탈출계획은 누군가의 방해로 물거품이 됐고 다카유키는 누가 이 계획을 방해하는지 머리를 굴리기 시작한다. 그러던 찰나, 뜻밖의 이야기가 나왔다. 분명 사고로 알고있는 도모미의 죽음이 어쩌면 사고가 아닐지도 모른다는 추측이었다.
정체모를 배신자와 도모미의 타살여부 등으로 다카유키의 머릿속이 혼란스러워지려는 찰나, 유키에가 누군가에게 살해당한다. 예상치 못한 상황에 가족들은 물론이고 강도들조차도 당황하기 시작한다. 그리고 진범이 밝혀지는 순간 그는 엄청난 사실을 알아낸다. 

## 등장인물
- 가시마 다카유키(樫間高之)

이 작품의 화자.
- 모리사키 도모미(森崎朋美)

다카유키의 약혼자. 그와 결혼식을 앞두고 수상쩍은 교통사고로 사망하였다. 본래 유망한 발레리나였지만 2년 전 교통사고로 왼다리를 잃었고, 이때 다카유키와 만나 사귀게 되었다.
- 모리사키 노부히코(森崎伸彦)

도모미의 아버지로, 모리사키 제약의 사장.
- 모리사키 아쓰코(森崎厚子)

도모미의 어머니.
- 모리사키 도시아키(森崎利明)

도모미의 오빠.
- 시노 가즈마사(篠一正)

아쓰코의 남동생이자 도모미의 외삼촌. 본래 피서에 참석할 예정이었으나 급한 일이 생겨 불참한다.
- 시노 유키에(篠雪絵)

가즈마사의 딸이자 도모미의 사촌. 미인.
- 기도 노부오(木戸信夫)

가즈마사의 주치의로, 또한 그의 먼 친척이다. 의사이며 유키에를 좋아하고 있다.
- 시모조 레이코(下条玲子)

노부히코의 비서로 보이시한 인상의 유능한 비서이다. 사장님의 지시로 모든 대화를 메모하는 습관이 있다.
- 아가와 게이코(阿川桂子)

도모미의 친구로 유명한 소설가다. 원래는 도모미와 함께 발레를 했다.
- 진(ジン), 다구(タグ), 후지(フジ)

별장을 습격한 은행강도 삼인조. 후지는 은행 내부의 인간이며, 진과 다구와는 별장에서 합류하기로 했다.
- 경찰(警察官)

은행강도 삼인조를 수사중인 경찰.